# Voluntarios de las Naciones Unidas

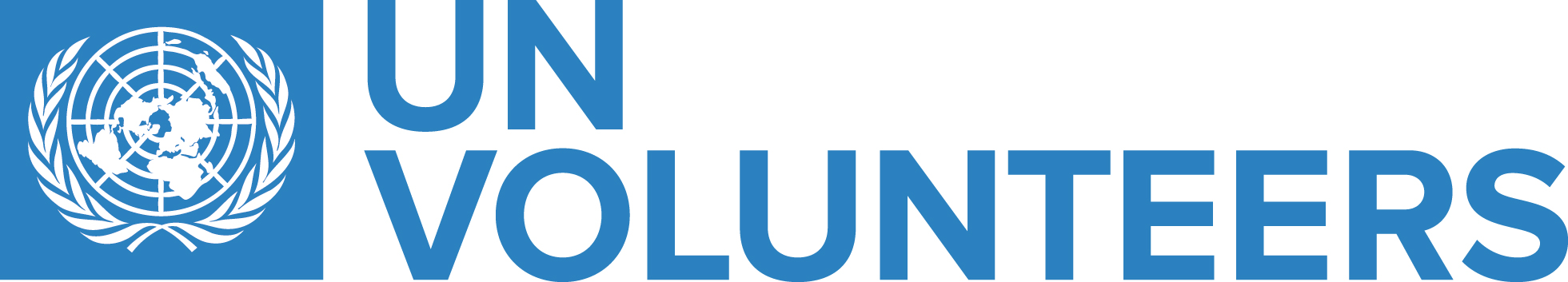
Logo oficial de Voluntarios de las Naciones Unidas

El Programa de Voluntarios de las Naciones Unidas (VNU) fue creado para desarrollar tareas de cooperación para el desarrollo, principalmente técnicas, económicas o sociales, a petición de los Estados miembros. Iniciado en 1970 a solicitud de la Asamblea General de las Naciones Unidas, tiene características únicas dentro del sistema de Naciones Unidas, siendo un organismo internacional de voluntariado. Administrado por el Programa de las Naciones Unidas para el Desarrollo (PNUD), quien también es el principal contribuyente a su financiación. En 2013 el coordinador ejecutivo del Programa Voluntarios de las Naciones Unidas es el neerlandés Richard Dictus.
Para impulsar la paz y el desarrollo, el programa VNU promueve el reconocimiento de la contribución de los voluntarios, trabaja con sus asociados para integrar el voluntariado en los programas de desarrollo y moviliza en todo el mundo a un número cada vez mayor y más diverso de voluntarios, incluidos Voluntarios de las Naciones Unidas. El programa VNU entiende el voluntariado como universal e incluyente, y reconoce el voluntariado en toda su diversidad, así como los valores que lo sustentan: libre albedrío, entrega, compromiso y solidaridad.

## Voluntariado en el Terreno
Los voluntarios del programa Voluntarios de Naciones Unidas realizan sus actividades en organismos de las Naciones Unidas, en organizaciones no gubernamentales, en programas de desarrollo con otros organismos internacionales o en las misiones de mantenimiento de la paz. Los Voluntarios de las Naciones Unidas proceden de 160 países distintos y de culturas muy diferentes, aportando perspectivas, experiencias, expectativas y enfoques muy diversos. Esta diversidad le confiere un dinamismo especial a su trabajo. Los Voluntarios de las Naciones Unidas forman parte de un esfuerzo acumulativo global que incluye el voluntariado como parte integral de las contribuciones a la paz y al desarrollo. Asimismo, el concepto de voluntariado para la paz y el desarrollo es una parte esencial de la misión del programa VNU.
Los Voluntarios de Naciones Unidas in-situ son profesionales que colaboran en diversas temáticas en los países en desarrollo donde trabajan, por ejemplo;  ayudando a la organización de procesos electorales, promoviendo el enfoque de género, la gobernanza, los derechos humanos, en emergencias humanitarias, con poblaciones de refugiados, programas de mejora del medio ambiente, reducción de la pobreza, entre otros.
Con el programa Voluntarios de las Naciones Unidas, los individuos pueden ser voluntarios en su propio país (voluntarios nacionales), en un país

## Voluntariado en Línea
El programa de Voluntarios de las Naciones Unidas (VNU) también administra el servicio Voluntariado en Línea. A través de ese stio web, este servicio gratuito pone a voluntarios en línea en contacto con organizaciones que trabajan en favor del desarrollo humano sostenible: Los voluntarios en línea contribuyen con sus habilidades a través de Internet para ayudar a las organizaciones a abordar los desafíos del desarrollo. Las organizaciones colaboran con los voluntarios en línea para fortalecer el impacto de su trabajo por del desarrollo.  Como parte de la alianza existente desde hace mucho tiempo entre el programa VNU y la Agencia Española de Cooperación Internacional para el Desarrollo (AECID), el servicio Voluntariado en Línea ha recibido de AECID una contribución financiera para los años 2012 y 2013 destinada a apoyar actividades de promoción en el mundo hispanohablante. Los esfuerzos se centraron en fomentar el uso del servicio por parte de ONG y entidades gubernamentales en América Latina.
El 72 por ciento de las organizaciones para el desarrollo que utilizan el servicio Voluntariado en Línea son organizaciones de la sociedad civil, el 25 por ciento son agencias de las Naciones Unidas y el 3 por ciento instituciones gubernamentales. En 2013 las 17.370 tareas de voluntariado en línea propuestas por las organizaciones para el desarrollo mediante el servicio Voluntariado en Línea atrajeron solicitudes de numerosos candidatos cualificados. Una organización sin fines de lucro debe simplemente entrar en al sitio web y completar el formulario de registro. Todas las herramientas que necesita para gestionar a los voluntarios en línea están disponibles en el sitio web. Lo único que debe hacer es publicar allí las oportunidades y escribir qué requiere de los voluntarios en línea. Los voluntarios en línea seleccionan las oportunidades acordes con sus perfiles e intereses y envían las solicitudes a través del sitio web. Las organizaciones eligen los perfiles con los que desean colaborar y trabajan con los voluntarios por Internet. Las organizaciones conservan la facultad de elegir y los voluntarios
descubren un mundo de oportunidades para hacer el bien sin moverse de un solo sitio web.
Los voluntarios en línea son profesionales, estudiantes, amas de casa, jubilados, personas con discapacidades, expatriados. Puesto que brindan su apoyo a través de Internet, pueden residir en cualquier lugar del mundo, pero les une el firme compromiso de contribuir al desarrollo. En 2013, aproximadamente un 58 por ciento de los 11.328 voluntarios en línea eran mujeres y un 60 por ciento procedían de países en desarrollo. De media tenían 30 años de edad. Más del 94% de las organizaciones y de los voluntarios en línea declararon que la colaboración había sido “buena” o “excelente”.
El 5 de diciembre, Día Internacional de los Voluntarios, el programa VNU anuncia los ganadores de Premio Voluntariado en Línea para honrar a todos aquellos que marcan la diferencia a través de Internet desde cualquier lugar del mundo.

## Informes anuales
- Informe anual del programa VNU 2013: Voluntarios por el mundo que queremos
- Informe anual del programa VNU 2012: Producir un impacto duradero
- Informe anual del programa VNU 2011: Voluntarios por un futuro mejor
- Informe anual del programa VNU 2010: La inspiración de los jóvenes
- Informe anual del programa VNU 2009: Involucrar a las comunidades